# 韓永萬
韓永萬（1970年—2008年），云南省陇川县人，農民出身，17歲時就前往緬甸工作，在緬甸開過工廠、走私汽車、也做過玉石、賭場生意，長期活躍在中緬邊境。但後來，被控多次組織了大量毒品走私進入中國境內，被指是雄踞金三角的大毒梟之一，曾被被云南省警方列为头号通缉要犯、中華人民共和國公安部也列為A級通緝犯，悬赏10万元通缉。2008年6月，經昆明中等法院一審判決、雲南省高等法院二審判決，依法以走私、販賣、運輸毒品罪（僅判決認定就達775.35千克海洛因），判處被告人韓永萬、段必武死刑，剝奪政治權利終身。

## 生平
韓永萬是云南省陇川县人，17岁时隻身一人前往缅甸，先後染指玉石、走私汽車、賭場等生意，1990年代後期，开始從事贩卖毒品生意並組織一支百人的私人武裝，利用他在開賭場的時候的人際關係、打手開始販賣毒品。在缅甸做的第一笔毒品生意竟是多达1吨的鸦片。十余年间，名声大振，成为缅北“金三角”地区贩毒网络核心和大毒梟。
2001年2月初，韩永万指使兩個人将海洛因藏匿在白糖内，从云南省芒市运往昆明。2月23日，以装运白糖为掩护的东风牌货车在途经木康检查站时被查获，被查獲夾帶一級毒品海洛因共186千克。
2004年6月至8月，韩永万从境外组织了一批海洛因，与段必武合谋将毒品藏匿于柚木中，从云南瑞丽运往广州贩运的途中又被查获，查缴的海洛因的净重高達206千克。
2005年8月，韩永万将其购买的毒品海洛因安排韩啟繁交给缅甸佤联军2518团团长鲍岩板，让鲍岩板将毒品从缅甸邦康运到缅甸勐阮进行贩卖。9月10日，中国警方与缅甸警方联合在缅甸掸邦东部勐沙县栋查获了运毒车辆，共查缴毒品海洛因毛重383.35千克。
2007年1月18日上午9点20分，庭审正式开始。中國大陸公诉机关在法庭上呈述韩永万、段必武、韩啟繁等人共涉嫌三桩毒品罪行。庭審中，检察官說：“这是近年来我国破获的一起特别重大的跨国走私、贩卖、运输毒品犯罪案件，案件查获的的海洛因累计达到了近800公斤，毒品数额之大也是建国以来在毒品犯罪中比较为罕见的！” 但當天，公诉人宣读完《起诉书》后，韩永万当即推翻了以前所作的有罪供述：“我在缅甸开有工厂、做着玉石生意、我不可能去贩毒的，以前的供述是因为受到了刑讯逼供”。接下来段必武和韩啟繁也跟随翻供，否认自己曾参与毒品犯罪，“我不知道为什么被抓，我没有贩过毒、也没有运过毒品！”不管检察官提出什么问题都统一口径“不知道”、“我是被逼才这么说的”、“我没有做过”。
2008年6月26日，据新华社消息，隨著“6·26”国际禁毒日的到来，昆明市中级人民法院对韩永万、段必武走私、贩卖、运输毒品案进行终审宣判，韩永万、段必武两名毒品犯罪分子被执行枪决。